# Championnat d'Europe féminin de course à l'élimination
Le Championnat d'Europe de course à l'élimination féminin est le championnat d'Europe de course à l'élimination organisé annuellement par l'Union européenne de cyclisme dans le cadre des championnats d'Europe de cyclisme sur piste.

## Palmarès
| Année | Or               | Argent              | Bronze                    |
| ----- | ---------------- | ------------------- | ------------------------- |
| 2015  | Katie Archibald  | Annalisa Cucinotta  | Irene Usabiaga            |
| 2016  | Kirsten Wild     | Katie Archibald     | Laurie Berthon            |
| 2017  | Kirsten Wild     | Evgenia Augustinas  | Maria Giulia Confalonieri |
| 2018  | Laura Kenny      | Anna Knauer         | Evgenia Augustinas        |
| 2019  | Kirsten Wild     | Emily Nelson        | Nikol Płosaj              |
| 2020  | Elinor Barker    | Rachele Barbieri    | Maria Martins             |
| 2021  | Valentine Fortin | Letizia Paternoster | Neah Evans                |
| 2022  | Lotte Kopecky    | Pfeiffer Georgi     | Mylène de Zoete           |
| 2023  | Lotte Kopecky    | Valentine Fortin    | Maike van der Duin        |
| 2024  | Lotte Kopecky    | Lea Lin Teutenberg  | Jessica Roberts           |
| 2025  | Lara Gillespie   | Hélène Hesters      | Lisa van Belle            |

## Tableau des médailles
| Rang  | Nation          | Or | Argent | Bronze | Total |
| ----- | --------------- | -- | ------ | ------ | ----- |
| 1     | Grande-Bretagne | 3  | 3      | 2      | 8     |
| 2     | Belgique        | 3  | 1      | 0      | 4     |
| 3     | Pays-Bas        | 3  | 0      | 3      | 6     |
| 4     | France          | 1  | 1      | 1      | 3     |
| 5     | Irlande         | 1  | 0      | 0      | 1     |
| 6     | Italie          | 0  | 3      | 1      | 4     |
| 7     | Allemagne       | 0  | 2      | 0      | 2     |
| 8     | Russie          | 0  | 1      | 1      | 2     |
| 9     | Espagne         | 0  | 0      | 1      | 1     |
| 9     | Pologne         | 0  | 0      | 1      | 1     |
| 9     | Portugal        | 0  | 0      | 1      | 1     |
| Total | Total           | 11 | 11     | 11     | 33    |